# Elezioni parlamentari in Birmania del 2020
Le elezioni parlamentari in Birmania del 2020 si sono tenute l'8 novembre per il rinnovo della Camera dei rappresentanti (Pyithu Hluttaw) e della Camera delle nazionalità (Amyotha Hluttaw).
Le consultazioni hanno visto la vittoria della Lega Nazionale per la Democrazia di Aung San Suu Kyi, che ha incrementato i propri seggi mantenendo la maggioranza assoluta in entrambi i rami del parlamento. 